# Patricia Cavada
Patricia Cavada Montañés (San Fernando, 14 de marzo de 1975) es una abogada y política española adscrita al PSOE, y alcaldesa de San Fernando desde el 17 de junio de 2015.

## Biografía
Su madre se llamaba Leonor Montañés Beltrán, sus abuelos eran trabajadores en los astilleros de la Empresa Nacional Bazán.En 1998 se licenció en Derecho por la Universidad de Cádiz, ejerciendo de abogada hasta crear un bufete con unos compañeros. En 2008 entró como concejala en el Ayuntamiento de San Fernando, y en 2012 el Grupo Socialista Municipal la eligió como portavoz del partido, hasta que finalmente en 2015 se presentó a las elecciones por la alcaldía de su ciudad natal.
El 13 de junio de 2015 fue elegida alcaldesa con el apoyo del Partido Socialista Obrero Español y del Partido Andalucista. En las de 2019 volvió a ganar siendo investida por mayoría absoluta con los votos favorables de su formación y del Grupo PODEMOS el 15 de junio de 2019. 
Por último es vicepresidenta de la Federación Andaluza de Municipios y Provincias, y miembro de la Federación Española de Municipios y Provincias.